# British Rail
Ne doit pas être confondu avec Great British Railways.
 (janvier 2010).
Si vous disposez d'ouvrages ou d'articles de référence ou si vous connaissez des sites web de qualité traitant du thème abordé ici, merci de compléter l'article en donnant les références utiles à sa vérifiabilité et en les liant à la section « Notes et références ».
British Railways (BR), dont la marque fut modifiée en 1965 en British Rail, fut l'opérateur pour le système ferroviaire britannique de la nationalisation des quatre grandes entreprises ferroviaires en 1948 jusqu'à la privatisation par étapes entre 1994 et 1997.
Cette période vit des changements fondamentaux dans la nature du réseau du chemin de fer ; la traction à vapeur fut éliminée en faveur de celles diésel et électrique ; le fret perdit sa prépondérance au profit du transport des passagers et le réseau fut sévèrement rationalisé notamment au milieu des années 1960, avec la fermeture de nombreuses lignes rurales.

## Histoire
Le réseau s'est construit au début par la juxtaposition de lignes locales, exploitées par de petites entreprises privées, par exemple :
- Middleton Railway, première compagnie de chemin de fer, fondée en 1758.
- Surrey Iron Railway, chemin de fer ouvert en 1803.
- Swansea and Mumbles Railway, compagnie fondée en 1804, première compagnie ayant transporté des passagers payants en 1807.

Au cours du XIXe siècle, et au début du XXe, elles ont subi un mouvement de concentration par rachats successifs, jusqu'à se réduire à une poignée de grosses compagnies.
En janvier 1923, les compagnies restantes furent réunies par le « grouping act » en quatre sociétés à capitaux publics (les « big four », soit le Great Western Railway, le London and North Eastern Railway, le London, Midland and Scottish Railway et le Southern Railway. À l'issue de la guerre, elles étaient au bord de la banqueroute et furent fusionnées en décembre 1947.
Le service était capable du meilleur comme les formidables vapeurs dont la Mallard qui a toujours le record à plus de 200 km/h, et plus tard des diesel très véloces, mais était très handicapé par le maintien de normes périmées comme le gabarit.
La réforme des chemins de fer qui a abouti à la privatisation des BR a été lancée sous le gouvernement de John Major. L'objectif était double : mettre fin au gouffre financier que représentait les BR pour l'État, et améliorer la qualité du service rendu aux voyageurs. Néanmoins, la qualité de service n'a pas été améliorée et de plus une étude prouve que le coût des billets de train ont sensiblement augmenté depuis la privatisation.

## Les chemins de fer britanniques de 1820 à 1947

### Les premières compagnies (1820-1840)
- Birmingham and Derby Junction Railway          (BDJR)
- Grand Junction Railway                         (GJR)
- Liverpool and Manchester Railway               (LMR)
- London and Birmingham Railway                  (L&BR)
- North Midland Railway                          (NMR)
- Midland Counties Railway                      (MCR)
- Stockton and Darlington Railway                (S&D)
- Taff Vale Railway       (TVR)
- Canterbury and Whitstable Railway[3]

### Avant la phase de regroupement (1923)
- Caledonian Railway                             (CalR)
- Cambrian Railways                              (CamR)
- Eastern Counties Railway                       (ECR)
- Chemin de fer de Furness (en) (FurR)
- Glasgow and South Western Railway              (GSWR)
- Great Central Railway                          (GCR)
- Great Northern Railway                         (GNR)
- Great Eastern Railway                          (GER)
- Great Western Railway                          (GWR)
- Highland Railway                               (HR)
- Lancashire and Yorkshire Railway               (L&YR)
- London and North Western Railway               (LNWR)
- London and South Western Railway               (LSWR)
- London, Brighton, and South Coast Railway      (LBSCR)
- London, Chatham and Dover Railway              (LCDR)
- Manchester and Birmingham Railway              (M&BR)
- Manchester, Sheffield and Lincolnshire Railway (MSLR)
- Midland Railway                                (MR)
- North British Railway                          (NBR)
- North Eastern Railway                          (NER)
- North Staffordshire Railway                    (NSR)
- South Eastern and Chatham Railway              (SECR)
- Stratford-upon-Avon & Midland Junction Railway (SMJR)

### Regroupement (grouping Act) (1923 - 1947)
Les  quatre grandes sociétés avant nationalisation :
- Great Western Railway (GWR)
- London and North Eastern Railway (LNER)
- London, Midland and Scottish Railway (LMS)
- Southern Railway (SR)